# Военни звания в Българската армия
Актуален йерархичен списък на военните звания в Българската армия по видове въоръжени сили: Сухопътни войски, Военновъздушни сили и Военноморски сили съгласно Закона за отбраната и въоръжените сили на Република България, чл. 138, ал. 1.

## Актуални военни звания
Военни звания, съкращения и категоризация:
| №№                                 | В Сухопътните войски и Военновъздушните сили                  | Съкратени наименования | Във Военноморските сили                                       | Съкратени наименования |
| ---------------------------------- | ------------------------------------------------------------- | ---------------------- | ------------------------------------------------------------- | ---------------------- |
| I. Войнишки (матроски) звания      |                                                               |                        |                                                               |                        |
| 1.                                 | Редник – 1-ви клас Редник – 2-ри клас Редник – 3-ти клас      | р-к                    | Матрос – 1-ви клас Матрос – 2-ри клас Матрос – 3-ти клас      | м-с                    |
| 2.                                 | Ефрейтор – 1-ви клас Ефрейтор – 2-ри клас                     | ефр.                   | Старши матрос – 1-ви клас Старши матрос – 2-ри клас           | ст. м-с                |
| II. Сержантски (старшински) звания |                                                               |                        |                                                               |                        |
| 1.                                 | Младши сержант                                                | мл. серж.              | Старшина II степен                                            | с-на ІІ ст.            |
| 2.                                 | Сержант                                                       | серж.                  | Старшина I степен                                             | с-на І ст.             |
| 3.                                 | Старши сержант                                                | ст. серж.              | Главен старшина                                               | гл. с-на               |
| 4.                                 | Старшина                                                      | с-на                   | Мичман                                                        | м-н                    |
| ІІІ. Звания за офицерски кандидати |                                                               |                        |                                                               |                        |
| 1.                                 | Офицерски кандидат – 1-ви клас Офицерски кандидат – 2-ри клас | оф. канд.              | Офицерски кандидат – 1-ви клас Офицерски кандидат – 2-ри клас | оф. канд.              |
| ІV. Младши офицерски звания        |                                                               |                        |                                                               |                        |
| 1.                                 | Лейтенант                                                     | лейт.                  | Лейтенант                                                     | лейт.                  |
| 2.                                 | Старши лейтенант                                              | ст. лейт.              | Старши лейтенант                                              | ст. лейт.              |
| 3.                                 | Капитан                                                       | к-н                    | Капитан-лейтенант                                             | к-н лейт.              |
| V. Старши офицерски звания         |                                                               |                        |                                                               |                        |
| 1.                                 | Майор                                                         | м-р                    | Капитан III ранг                                              | к-н III р.             |
| 2.                                 | Подполковник                                                  | подп.                  | Капитан II ранг                                               | к-н II р.              |
| 3.                                 | Полковник                                                     | полк.                  | Капитан I ранг                                                | к-н I р.               |
| VІ. Висши офицерски звания         |                                                               |                        |                                                               |                        |
| 1.                                 | Бригаден генерал                                              | бриг. ген.             | Флотилен адмирал                                              | фл. адм.               |
| 2.                                 | Генерал-майор                                                 | ген. м-р               | Контраадмирал                                                 | к. адм.                |
| 3.                                 | Генерал-лейтенант                                             | ген.-лейт.             | Вицеадмирал                                                   | в. адм.                |
| 4.                                 | Генерал                                                       | ген.                   | Адмирал                                                       | адм.                   |

## Етимология на военните звания в българските въоръжени сили
Думата „капитан“ навлиза в българския език през преводите на произведенията на Александър Дюма-баща, и по-точно тези за Наполеон Бонапарт (1850), според Речника на БАН. Френската дума capitaine е заемка от къснолатинската capitaneus, от корена caput – с основно значение на „глава“. В този смисъл „капитан“ е в буквален превод „главатар“. От същия латински корен във френския е развита собствената старофренска chevetaine, от която е английската chieftain („вожд на племе“, „глава на племе“) чрез англо-норманската chevetaigne. 

Освен военна употреба, то има и гражданска употреба в мореплаването, където началникът на плавателния съд се нарича „капитан“.